# Indigofera perriniana
Indigofera perriniana är en ärtväxtart som beskrevs av Spreng.. Indigofera perriniana ingår i släktet indigosläktet, och familjen ärtväxter. Inga underarter finns listade i Catalogue of Life.